# Nexx
A Nexxpro, SA é uma empresa portuguesa que desenha e produz capacetes para motociclismo, sob o nome NEXX.

## História
2001 – A empresa é fundada em Abril e um ano depois inicia a produção de capacetes.
2002 – A NEXXpro torna-se a primeira empresa em Portugal a usar tecnologia para a produção de capacetes em Fibra.
2004 – NEXX Helmets lança o modelo X60 Vintage no mercado. Combinando o uso de pele com precisos pespontos e letterings bordados, este modelo trouxe novos materiais para a produção de capacetes. O X60 Vintage continua a ser um êxito de vendas e um dos modelos mais apreciados no mercado mundial dos Jet.
2005 – Para fazer face ao seu sucesso internacional a empresa antecipa o aumento das suas instalações: a fábrica é transferida para um novo pólo Industrial e passa de 700m2 para 1800m2.
2006 – A NEXX Helmets desenvolve a ideia arrojada de criar um capacete totalmente revestido em ganga. Tornando-se o primeiro capacete alguma vez feito com este tipo de material, o X60 Denim rapidamente deslumbra a crítica mundial espalhando fama através de Blogs, Sites e Revistas. Hoje em dia, o X60 Denim é um dos modelos mais reconhecidos da NEXX e uma verdadeira personificação do espírito criativo da marca. A NEXXpro inicia o seu processo de Certificação de Qualidade 9001/2008 com a ambição de se tornar a primeira companhia do sector certificada em Portugal.
2007 – A empresa fez um re-styling da marca NEXX Helmets adicionando dinamismo e cor ao logótipo e material gráfico e tipográfico. A NEXX Helmets cria uma linha exclusiva para o público feminino. A maioria dos produtos NEXX Helmets são unissexo, no entanto, com a evolução das mentalidades e cultura do motociclismo a marca sentiu que era importante ir de encontro às expectativas e principalmente ao perfil dos utilizadores femininos. Cores próprias, letterings, logótipos, forro e materiais são estudados por uma equipa (unicamente composta por mulheres) que explora as últimas tendências do mundo da moda e as transfere para a criação de novos capacetes. Treino e adopção de métodos Kaizen Method = Mudança para melhor. Kaizen é um processo diário, cuja finalidade é a melhoria contínua da produtividade. Além disso, é um processo que humaniza o ambiente de trabalho, elimina o trabalho duro, ensinando as pessoas a realizar experiências no seu trabalho usando métodos científicos bem como a identificar e eliminar desperdícios nas suas acções. É transversal a todos os colaboradores da empresa.
2008 – A NEXX Helmets lança o revolucionário modelo X30 criando um novo segmento de mercado: os MAXIJET. A NEXX Helmets inova novamente lançando uma linha exclusiva de capacetes para Criança na sua colecção 2009.
2009 – NEXX Helmets lança um novo Capacete integral, o modelo XR1.R
2010 – A NEXX Helmets assina um acordo de licenciamento de dois anos com a marca Hugo Boss, abrangendo a concepção, produção e distribuição mundial do primeiro capacete de motociclismo sob a marca Hugo Boss.
2011 – A NEXXpro anuncia ser uma organização com um sistema de gestão certificado de qualidade em conformidade com a norma ISO 9001 pela TÜV Rheinland. O modelo XR1.R Diablo torna-se no primeiro capacete integral totalmente revestido com couro óptico e um dos mais originais do mercado sendo inclusivamente patenteado. Um modelo que combina a precisão da «mão treinada» com tecnologia de ponta e intensos testes acústicos em túnel de vento.
2012 – NEXX Helmets assina uma parceria com a SWAROVSKI para a produção de um capacete luxuoso, combinando os famosos cristais a materiais de alta qualidade.
2013 – A NEXXpro anuncia ser uma organização com um sistema de pesquisa, desenvolvimento e inovação (IDI), de acordo com a norma portuguesa NP 4457:2007. Doze dos melhores capacetes integrais do mercado, com preços entre os 149 e os 250 euros, foram submetidos a rigorosos testes de estrada e de laboratório pela conhecida revista alemã Motorrad. O modelo XR1.R é premiado "Test Winner" pela conhecida revista Motorrad. Já antes o jornalista Dan Aspel da MCN havia testado e classificado o modelo XR1.R CARBON com 5 estrelas anunciando-o "O melhor capacete de estrada que já usei."
2014 – A NEXX Helmets lança o novo modelo integral desportivo, o X.R2. Ocorre também o lançamento do modelo patenteado SWITX que permitiu reinventar o processo de produção e atingir vários argumentos-chave de venda. É ainda anunciado o novo X.T1 e com ele uma nova parceria. Desta vez com a empresa de equipamentos Bluetooth Sena Technologies Inc. para a criação de dois dispositivos de comunicação Bluetooth, o X-COM e o SX-COM. A NEXX Helmets recebe em Essen o seu primeiro prémio Red Dot: na categoria de Design de Produto com o modelo SWITX SX.10, destacado pelo júri pelas soluções detalhadas de grande sucesso. O modelo SWITX SX.10 é eleito “Capacete de Motociclismo do Ano” e “Produto de Motociclismo do Ano” pela WebBikeWorld.
2015 – A NEXX Helmets dá os primeiros passos na alta competição, com a entrada no Mundial FIM de Superbikes. A NEXX Helmets lança o modelo X.D1, o primeiro capacete Dual Sport da marca e um dos mais leves do mercado. A NEXX Helmets inicia um novo projecto de ampliação da fábrica com a introdução de dois novos pavilhões.
Presentemente, a marca NEXX Helmets é figura constante em algumas das principais revistas nacionais (de motociclismo e não só), suscitando ainda o interesse de reconhecidas revistas Internacionais como "In Sella" Itália, International Dealer News, "City-Z" França, Jornal "Le Monde", "FHM" Reino Unido, "Reader's Digest" Canadá, "GQ" Espanha etc .
Actualmente a marca é representada em 56 países espalhados pelo mundo com perspectivas de a curto prazo estender a sua representação a novos mercados.

## Capacetes
A Nexx produz todos os tipos de capacetes (integrais, 'jet' e modulares). O seu capacete modular, Nexx x30, é originalmente comercializado como MaxiJet, devido ao original sistema que permite manter uma protecção para o queixo, mesmo com a frente do capacete levantada. Foram os primeiros a introduzir capacetes revestidos a jeans, bem como outros estilos, na sua linha de produtos. Todos os capacetes Nexx são desenhados e fabricados na fábrica em Portugal, para venda e distribuição mundial.

## Ligações Externas
- Página Oficial Nexx